# Stadtklinik
Stadtklinik ist eine deutsche Krankenhaus- und Arztserie, welche zwischen 1993 und 2000 für RTL produziert wurde.

## Handlung
In einem Kölner Großstadtkrankenhaus, das auch Stadtklinik genannt wird, kämpfen Ärzte und Pflegepersonal täglich gegen medizinische und menschliche Probleme. Zusätzlich entstehen unter den Kollegen Konkurrenzkämpfe, Liebesaffären und Intrigen. Medizinische Streitfragen sind bei den Stadtklinik-Ärzten an der Tagesordnung, ebenso spiegeln sich gesellschaftliche Kontroversen hier wider, zum Beispiel in Fragen der Sterbehilfe.
Zunächst ist Professor Dr. Wilhelm Himmel der Leiter des Krankenhauses, später wird er von Professor Baaden ersetzt.

## Besetzung

### Hauptdarsteller
Die folgende Liste enthält alle Schauspieler und Rollen, die im Vorspann der Serie enthalten waren. Die Schauspieler wurden hierbei stets in alphabetischer Reihenfolge gezeigt.
| Schauspieler           | Rollenname                   | Hauptrolle (Folge)       |
| ---------------------- | ---------------------------- | ------------------------ |
| Susanne Bentzien       | Schwester Andrea Pohl        | 1.01 – 2.03              |
| André Dietrich         | Dr. Daniel Groddeck          | 1.01 – 6.07              |
| Anne Eichenberg        | Schwester Gaby Dehler        | 1.01 – 3.05              |
| Şiir Eloğlu            | Dr. Nesrin Ergün             | 1.01 – 7.12              |
| Michael Evers          | Dr. Ernst Löwitz             | 1.01 – 2.14              |
| Luc Feit               | Andreas Kohlhaas             | 2.04 – 3.05              |
| Stefan Gebelhoff       | Pfleger Bruno Juhnke         | 1.01 – 2.05              |
| Johannes Grossmann     | Prof. Dr. Wilhelm Himmel     | 1.01 – 6.14 9.27 – 10.18 |
| Jane Hempel            | Schwester Marion Kemmer      | 1.01 – 10.18             |
| Johannes Hitzblech     | Dr. Stefan Moser             | 6.01 – 7.12              |
| Jana Hora              | Dr. Silke Keller             | 1.01 – 4.06              |
| Claus Janzen           | Pfleger Rolf Zöllner         | 2.06 – 10.18             |
| Manuela Joest          | Schwester Ulrike Wezlenbrink | 1.01 – 10.18             |
| Theo Maalek            | Prof. Dr. Richard Baaden     | 8.01 – 10.18             |
| Claudia Matschulla     | Schwester Katja Urbach       | 3.06 – 10.18             |
| Christine Mayn         | Dr. Marianne Himmel          | 1.01 – 6.02              |
| Herbert Meurer         | Dr. Walter Schmidt           | 1.01 – 10.18             |
| Jean-Paul Raths        | Dr. Günther Bach             | 1.01 – 10.18             |
| Volker Risch           | Dr. Gerhard Attenhofer       | 1.01 – 9.13              |
| Kai Frederic Schrickel | Dr. Rainer Wandke            | 8.01 – 10.18             |
| Alexander Strobele     | Dr. Johann Langen            | 8.01 – 8.14              |
| Katja Weitzenböck      | Dr. Elke Lehmann             | 5.02 – 8.14              |
| Wieslawa Wesolowska    | Christa Baaden               | 8.01 – 10.18             |
| Alexa Wiegandt         | Inge Donner                  | 9.30 – 10.18             |

## Hintergrund und Erwähnenswertes
- Die Serie ist eine Adaption der niederländischen Serie Medisch Centrum West, Amsterdam (1988–1994). Die ersten 13 Folgen der Stadtklinik basieren auf Original-Drehbüchern dieser Serie.
- Mehrmals haben Charaktere der RTL-Serie Die Wache einen Gastauftritt, so unter anderem Polizeihauptkommissar Ulf Schelling (Bernd E. Jäger van Boxen).
- Die Serie wurde von Endemol Entertainment in Köln im Marienhospital produziert.
- In der Wiederholung bei RTL wurde bei der ersten Staffel eine andere Version des Vorspanns gesendet als in der Erstausstrahlung.
- Während Staffel 1 bis 8 jeweils zwischen 12 und 16 Folgen umfassen, ist die 9. Staffel mit 33 Folgen außergewöhnlich lang.
- Die Serie wurde während der 10. Staffel trotz akzeptabler Einschaltquoten abrupt von RTL abgesetzt, so dass die Serie ein offenes Ende hat.

## Veröffentlichungen
Im August 2012 veröffentlichte der Filmverlag Fernsehjuwelen die erste Staffel (Folgen 1–16) auf DVD.
Seit Januar 2013 werden die einzelnen Episoden der Serie von Endemol beyond, der Digitalsparte von Endemol Deutschland bei YouTube gezeigt.
Seit Dezember 2013 sind alle Folgen der Serie ebenfalls auf dem Video-on-Demand-Portal RTLNOW abrufbar.